# Gouchaupre
Gouchaupre is een dorp en voormalige gemeente in het Franse departement Seine-Maritime in de regio Normandië en telt 165 inwoners (2004). De plaats maakt deel uit van het arrondissement Dieppe.

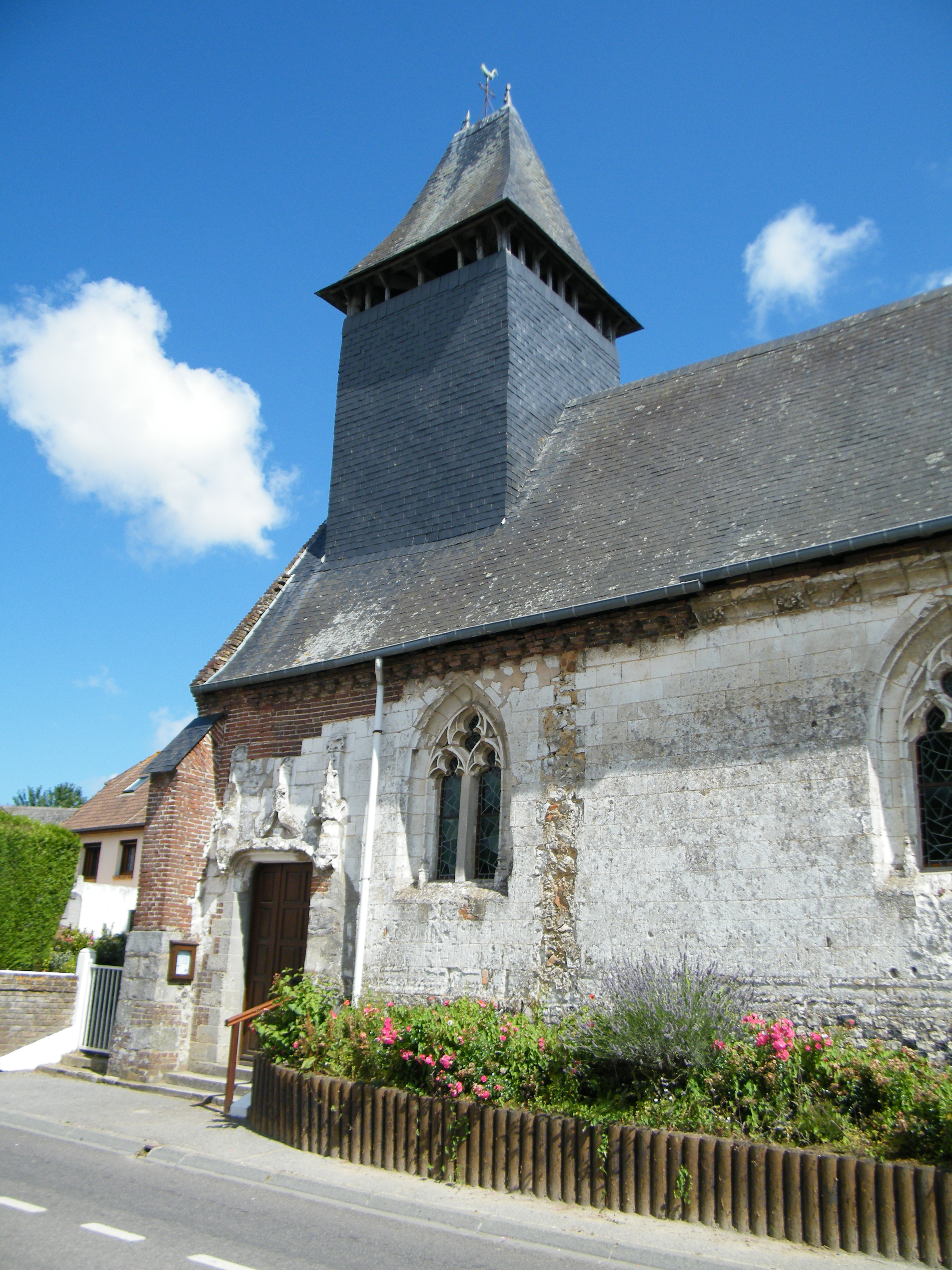
Église Saint-Jean-Baptiste

## Geschiedenis
Een oude vermeldingen van de plaats gaat terug tot de 14de eeuw als Gouciaupré. Op de 18de-eeuwse Cassinikaart is de plaats aangeduid als Criquebœuf.
Op het eind van het ancien régime eind 18de eeuw, toen de gemeenten werden gecreëerd, werd Gouchaupre een gemeente.
Gouchaupre is op 1 januari 2016 gefuseerd met de gemeenten Assigny, Auquemesnil, Belleville-sur-Mer, Berneval-le-Grand, Biville-sur-Mer, Bracquemont, Brunville, Derchigny, Glicourt, Greny, Guilmécourt, Intraville, Penly, Saint-Martin-en-Campagne, Saint-Quentin-au-Bosc, Tocqueville-sur-Eu en Tourville-la-Chapelle tot de commune nouvelle Petit-Caux.

## Geografie
De oppervlakte van Gouchaupre bedraagt 4,4 km², de bevolkingsdichtheid is 37,5 inwoners per km².
De onderstaande kaart toont de ligging van Gouchaupre met de belangrijkste infrastructuur en aangrenzende gemeenten.

## Bezienswaardigheden
- De Église Saint-Jean-Baptiste

## Demografie
Onderstaande figuur toont het verloop van het inwonertal (bron: INSEE-tellingen).